# 하나미즈키 (영화)
《하나미즈키》(일본어: ハナミズキ)는 2010년 8월 21일한 도이 노부히로 감독에 의한 일본 영화이다.

## 개요
히토토 요의 대표 곡인 〈하나미즈키〉를 모티브로 한 10년의 시간을 넘는 순애 러브 스토리이다. 감독은 영화 《지금 만나러 갑니다》, 《눈물이 주룩주룩》를 연출한 도이 노부히로. 주연은 아라가키 유이, 이쿠타 토마.
촬영지는 홋카이도, 도쿄, 뉴욕, 캐나다에서, 촬영 기간은 약 반년에 걸쳐 완성되었다.
캐치프레이즈는 〈"당신과 좋아하는 사람이 백년 함께 하도록", "연공"과 "눈물이 주룩주룩"의 스탭이 선사하는 이 여름 No.1 눈물 러브 스토리".〉

## 출연
- 히라사와 사에 - 아라가키 유이 (어린 시절: 마츠모토 하루히)
- 키우치 코헤이 - 이쿠타 토마
- 키타 준이치 - 무카이 오사무
- 와타나베 리츠코 - 렌부츠 미사코
- 히라사와 케이이치 - ARATA
- 엔도 마사토 - 키무라 유이치
- 키우치 켄지로 - 마츠시게 유타카
- 히라사와 료코 - 야쿠시마루 히로코
- 나카무라 미나미 - 토쿠나가 에리
- 오노 유지 - 카나이 유타
- 코야나기 유
- 타카하시 츠토무
- 하야시 마나츠
- 키노모토 료
- 미즈시마 카오리
- 오오타카 히로오

## 스태프
- 감독 - 도이 노부히로
- 각본 - 요시다 노리코
- 음악 - 하케 타케시
- 제작 - 야기 야스오
- 프로듀서 - 하마나 카즈야
- 프로듀서 - 나스다 준, 신도 준이치
- 라인 프로듀서 - 하시모토 야스시
- 캐나다 미국 라인 프로듀서 - 오카다 슌지
- 어소시에이트 프로듀서 - 츠지모토 타마코
- 촬영 - 사사키바라 야스시
- 미술 - 헤야 쿄코
- 조명 - 이노리미야 노부
- 녹음 - 오노데라 오사무
- 편집 - 호가키 준노스케
- 음악 - 하케다 다케후미
- 조감독 - 토시마사
- 제작 담당 - 하기와라 쥰
- 배급 - 도호
- 제작사 - 영화 "하나미즈키" 제작위원회 (TBS, 도호, 레프로 엔터테인먼트, 제이스톰, 마이니치 방송, 주부닛폰 방송, RKB 마이니치 방송, TBS 라디오 & 커뮤니케이션즈, TC 엔터테인먼트, 홋카이도 방송, 필름 페이스)

### 주제가
- 히토토 요 - 〈하나미즈키〉, 〈그림자 밟기〉